# Eva Boto
Eva Boto, née le 1er décembre 1995 à Dravograd en Slovénie, est une chanteuse slovène.

## Biographie
Le 26 février 2012, elle est choisie pour représenter la Slovénie au Concours Eurovision de la chanson 2012 à Bakou, en Azerbaïdjan avec la chanson Verjamem (Je crois que).